# كارل سادلر
كارل سادلر (بالإنجليزية: Carl Sadler)‏ هو لاعب كرة قاعدة أمريكي، ولد في 11 أكتوبر 1976 في غينزفيل في الولايات المتحدة.

## وصلات خارجية
- كارل سادلر على موقعبيزبول رفرنس.كوم (الدوري الرئيسي) (الإنجليزية)